# Saulius Girdauskas
Saulius Girdauskas (ur. 21 września 1970 r. w Kownie) – litewski inżynier, sportowiec samochodowy, osobowość polityczna i publiczna, syn kierowcy wyścigowego Kastytisa Girdauskasa.

## Życiorys
1989 ukończył szkołę średnią w Kownie i wstąpił na Wydział Mechaniczny Politechniki w Kownie. Został absolwentem Politechniki Wileńskiej Giedymina w 2004 roku, w specjalizacji inżynieria maszyn i urządzeń transportowych.
1994–1998 Dyrektor handlowy w firmie handlującej paliwami. 1997-2004 Przewodniczący zarządu instytucji publicznej. 1998-2004 Dyrektor w firmie handlującej paliwami i częściami samochodowymi.
2003 Członek Partii Pracy, od 2004 r. Przewodniczący oddziału tej partii w Kownie. 2004-2008 Członek Sejmu Republiki Litewskiej. 2007-2011 Członek Rady Gminy Miasta Kowna.
Aktywnie uczestniczył w sporcie motorowym do 2012 roku. Uczestniczył w litewskich i międzynarodowych mistrzostwach samochodowych. 5 razy został absolutnym mistrzem Litwy, 4 razy zdobył Puchar Prezydenta Litwy, 2 razy mistrzem Polski klasa A-12. Wygrał rundę Pucharu Świata w Turcji. 1995–2004 Przewodniczący Kastytis Girdauskas Motor Sports Club.
W marcu 2019 r. został Prezesem Litewskiej Federacji Sportów Samochodowych.

## Zwycięstwa rajdowe
| No. | Rajd                                     | Rok  | Pilot                | Somochod                        |
| --- | ---------------------------------------- | ---- | -------------------- | ------------------------------- |
| 1   | Ralli Põlva (II liga)                    | 1988 | Juozas Leonavičius   | Łada 2105                       |
| 2   | Rajd Droga Bałtycka 1996                 | 1996 | Žilvinas Sakalauskas | Lancia Delta Integrale          |
| 3   | Ralis Kaunas 1996                        | 1996 | Žilvinas Sakalauskas | Lancia Delta Integrale          |
| 4   | Ralis Panevėžys 1996                     | 1996 | Žilvinas Sakalauskas | Lancia Delta Integrale          |
| 5   | Rajd Wokół Litwy 1996                    | 1996 | Žilvinas Sakalauskas | Lancia Delta Integrale          |
| 6   | Puchar Prezydenta 1997                   | 1997 | Žilvinas Sakalauskas | Lancia Delta HF Integrale       |
| 7   | Puchar Pamięci K. Girdauskasa 1997       | 1997 | Žilvinas Sakalauskas | Lancia Delta HF Integrale       |
| 8   | Ralis Visaginas 1999                     | 1999 | Žilvinas Sakalauskas | Mitsubishi Lancer Evolution IV  |
| 9   | Ralis Kaunas 1999                        | 1999 | Žilvinas Sakalauskas | Mitsubishi Lancer Evolution IV  |
| 10  | Ralis Šiauliai 1999                      | 1999 | Žilvinas Sakalauskas | Mitsubishi Lancer Evolution IV  |
| 11  | Ralis Klaipėda 1999                      | 1999 | Žilvinas Sakalauskas | Mitsubishi Lancer Evolution IV  |
| 12  | Rajd Wokół Litwy 1999                    | 1999 | Žilvinas Sakalauskas | Mitsubishi Lancer Evolution IV  |
| 13  | Rally Kurzeme 2000                       | 2000 | Žilvinas Sakalauskas | Mitsubishi Lancer Evolution IV  |
| 14  | Ralis Panevėžys 2000                     | 2000 | Žilvinas Sakalauskas | Mitsubishi Lancer Evolution IV  |
| 15  | Rajd Jesień Kowna 2000                   | 2000 | Žilvinas Sakalauskas | Mitsubishi Lancer Evolution IV  |
| 16  | Ralis Visaginas 2001                     | 2001 | Žilvinas Sakalauskas | Mitsubishi Lancer Evolution IV  |
| 17  | Vilniaus ralis 2001                      | 2001 | Žilvinas Sakalauskas | Mitsubishi Lancer Evolution IV  |
| 18  | Ralis Panevėžys                          | 2001 | Žilvinas Sakalauskas | Mitsubishi Lancer Evolution IV  |
| 19  | Rajd Wokół Litwy 2004                    | 2004 | Audrius Šošas        | Mitsubishi Lancer Evolution VII |
| 20  | Ralis Visaginas 2005                     | 2005 | Audrius Šošas        | Mitsubishi Lancer Evolution VII |
| 21  | Egzotyka w Visaginas, Ignalina i Zarasai | 2006 | Paulius Urbonas      | Ford Focus RS WRC               |
| 22  | Vilniaus ralis 2008                      | 2008 | Paulius Urbonas      | Škoda Fabia WRC                 |
| 23  | Ralis Saulė 2008                         | 2008 | Paulius Urbonas      | Škoda Fabia WRC                 |
| 24  | Winter Rally 2009                        | 2009 | Paulius Urbonas      | Škoda Fabia WRC                 |
| 25  | Žemaitijos ralis 2012                    | 2012 | Adrianas Aftanazivas | Škoda Fabia WRC                 |
| 26  | Vilniaus ralis 2012                      | 2012 | Adrianas Aftanazivas | Škoda Fabia WRC                 |
| 27  | Ralis Saulė 2012                         | 2012 | Adrianas Aftanazivas | Škoda Fabia WRC                 |
| 28  | 300 Lakes Rally 2012                     | 2012 | Adrianas Aftanazivas | Škoda Fabia WRC                 |

## Startowanie w rajdach
| Mistrzostwa                           | 1988 | 1989 | 1990 | 1991 | 1992 | 1993 | 1994 | 1995 | 1996 | 1997 | 1998 | 1999 | 2000 | 2001 | 2002 | 2003 | 2004 | 2005 | 2006 | 2007 | 2008 | 2009 | 2010 | 2011 | 2012 | Ogólnie |
| ------------------------------------- | ---- | ---- | ---- | ---- | ---- | ---- | ---- | ---- | ---- | ---- | ---- | ---- | ---- | ---- | ---- | ---- | ---- | ---- | ---- | ---- | ---- | ---- | ---- | ---- | ---- | ------- |
| Rajdowe Mistrzostwa Europy            |      | 3    | 1    | 1    | 1    | 1    |      |      |      |      | 1    |      |      |      |      |      |      |      |      |      |      |      |      |      |      | 8       |
| Rajdowe mistrzostwa Polski            |      |      | 3    | 5    | 1    | 4    |      |      |      |      |      |      |      |      |      |      |      |      |      |      |      |      |      |      |      | 13      |
| Rajdowe mistrzostwa Litwy             |      |      |      |      |      |      |      |      | 5    | 3    | 1    | 5    | 5    | 3    |      | 2    | 6    | 1    | 5    | 1    | 5    | 1    | 2    | 1    | 6    | 52      |
| Rajdowe mistrzostwa Estonii           |      |      |      |      |      |      |      |      |      | 1    |      |      | 1    |      |      |      |      | 1    |      |      |      |      |      |      |      | 3       |
| Rajdowe mistrzostwa Łotwy             |      |      |      |      |      |      |      |      |      |      |      |      | 1    |      |      |      | 2    |      |      | 1    |      |      |      |      |      | 4       |
| Bałtycki Puchar Rajdowy               |      |      |      |      |      |      |      |      |      |      |      | 2    | 1    |      |      |      |      | 1    | 1    |      |      |      |      |      |      | 5       |
| Rajdowe mistrzostwa świata (WRC)      |      |      |      |      |      |      |      |      |      |      |      |      |      | 2    | 4    | 2    |      | 1    |      |      |      |      |      |      |      | 9       |
| PWRC                                  |      |      |      |      |      |      |      |      |      |      |      |      |      | 2    | 2    |      |      |      |      |      |      |      |      |      |      | 4       |
| Rajdowe Mistrzostwa Europy Wschodniej |      |      |      |      |      |      |      |      |      |      |      |      |      |      |      |      |      |      | 1    | 1    |      |      |      |      |      | 2       |
| Inni                                  | 3    | 1    |      | 1    | 2    |      |      |      |      |      |      | 1    |      |      |      |      |      |      |      |      |      |      |      |      |      | 8       |
| Ogólnie                               | 3    | 4    | 4    | 7    | 4    | 4[a] | 0    | 0    | 5    | 4    | 2    | 7[a] | 6[a] | 5[a] | 4[a] | 4    | 8    | 4    | 7    | 3    | 5    | 1    | 2    | 1    | 6    | 100[a]  |